# Макомако
Макомако (Anthornis melanura) — вид горобцеподібних птахів родини медолюбових (Meliphagidae).

## Поширення
Ендемік Нової Зеландії. Поширений на обох головних островах, за винятком північних районів Північного острова. Населяє також численні офшорні острови, Оклендські острови та острів Стюарт. Мешкає у густих первинних лісах з різноманітним і густим підліском з чагарників та молодих дерев.

## Опис
Дрібний птах, завдовжки від 17 до 20 см; вага самців — близько 31 г, вага самиць — 24 г. Це медолюби середнього розміру з відносно довгим хвостом, досить вузьким біля основи, розширеним та заглибленим наприкінці. Самці оливково-зелені з темно-пурпуровим відблиском на голові та чорним зовнішнім крилом та хвостом. Самиці забарвлені тьмяніше, оливково-коричневого кольору з блакитним відблиском на голові та жовтувато-білим вигином під оком.

## Спосіб життя
Харчується нектаром, фруктами та комахами. Розмноження відбувається з вересня по січень. За сезон буває два виводки. Самиці відкладають 3-4 білих яйця з рожево-коричневими плямами.

## Підвиди
- A. melanura melanura — обидва основні острови, офшорні острови, Оклендські острови;
- A. melanura oneho — острови Пур-Найтс;
- A. melanura obscura — острови Трьох Королів.